# Alfaroa mexicana
Alfaroa mexicana là một loài thực vật]] thuộc họ Juglandaceae. Đây là loài đặc hữu của México.